# Jamesonia myriophylla
Jamesonia myriophylla är en kantbräkenväxtart som först beskrevs av Olof Peter Swartz, och fick sitt nu gällande namn av Maarten J.M. Christenhusz. Jamesonia myriophylla ingår i släktet Jamesonia och familjen Pteridaceae. Inga underarter finns listade.